# جيوفاني كاسترو
جيوفاني كاسترو (بالإسبانية: Geovanny Castro) هو لاعب كرة قدم ومدرب كرة قدم هندوراسي في مركز الهجوم، ولد في 1969 في هندوراس. شارك مع منتخب هندوراس تحت 23 سنة لكرة القدم ومنتخب هندوراس لكرة القدم. أما مع النوادي، فقد لعب مع نادي بيدا ونادي ماراثون.